# Шуделька
Шуделька — река в Томской области России, протекает по территории Колпашевского района. Устье реки находится в 2352 км от устья реки Обь. Длина реки составляет 172 км, площадь водосборного бассейна — 3460 км².

## Данные водного реестра
По данным государственного водного реестра России относится к Верхнеобскому бассейновому округу, водохозяйственный участок реки — Обь от впадения реки Чулым до впадения реки Кеть, речной подбассейн реки — Чулым. Речной бассейн реки — (Верхняя) Обь до впадения Иртыша.
Код объекта в государственном водном реестре — 13010500112115200023868.

### Притоки (км от устья)
- 0,3 км: река без названия (пр)
- 16 км: река Исток (пр)
- 21 км: водоток протока (пр)
- 22 км: река Красная (пр)
- 58 км: река Тайжо (пр)
- 68 км: река Каршан (Бол. Каршан) (лв)
- 108 км: река Именевка (лв)
- 109 км: река Глухая[3] (пр)
- 133 км: река Яковлевка (пр)
- 145 км: река Покосная (лв)